# Un piccolo Natale in più
Un piccolo Natale in più è un album di Claudio Baglioni pubblicato nel 2012.
L'autore rivisita 26 tra i più famosi ed importanti brani a tema natalizio, da White Christmas a O Tannenbaum, da We wish you a merry Christmas a Tu scendi dalle stelle. L'album è ambientato negli anni cinquanta come si può evincere dalle melodie dolci e dall'orchestrazione.
L'album esce il 20 novembre 2012, preceduto, il 16 dello stesso mese, dal singolo "Un piccolo Natale in più (Have yourself a Merry little Christmas)". Esce a circa un anno di distanza dal precedente lavoro discografico di Claudio Baglioni.
In un'intervista l'autore dichiara che le canzoni natalizie lo affascinano fin da bambino.
Gli adattamenti in italiano sono a cura di Claudio Baglioni per Bag Music.
Gli arrangiamenti sono a cura di Geoff Westley, già collaboratore di Baglioni nei primi anni ottanta per l'album Strada facendo e il singolo Avrai.

## Tracce
1. Un piccolo Natale in più – 4:38 – testo italiano di Claudio Baglioni
2. Veni, Veni, Emmanuel – 3:10 – Tradizionale
3. Gabriel's message (Birjina gaztetto bat zegoen) – 1:29 – Canto tradizionale basco
4. Ave Maria (Gounod) – 2:39 – (Johann Sebastian Bach, Charles Gounod)
5. Il paese bianco di magia (Winter Wonderland) – 2:59 – (Felix Bernard, Dick Smith)
6. Stille Nacht – 4:39 – (Joseph Mohr, Franz Gruber)
7. Hark! The Herald Angels Sing – 1:58 – (Charles Wesley, Felix Mendelssohn)
8. Jingle Bells – 3:14 – (James Pierpont)
9. Tu scendi dalle stelle (e In dulci jubilo) – 2:56 – (Sant'Alfonso Maria de' Liguori), tradizionale
10. Navidad nuestra – 4:34 – (Felix Luna, Ariel Ramirez)
11. Adeste Fideles – 1:45 – (John F. Wade)
12. Tre re (The three kings) – 2:25 – (Peter Cornelius) - Testo italiano di Claudio Baglioni
13. Ave Maria (Schubert) – 4:06 – (Walter Scott, Franz Schubert)
14. Cantique de Noël – 4:13 – (Adolphe C. Adam, Placide Cappeau) - Tradizionale
15. Away in a Manger – 1:41 – Tradizionale
16. Viene giù (Let It Snow Let It Snow Let It Snow) – 2:14 – (Sammy Cahn, Jule Styne) - Testo italiano di Claudio Baglioni
17. Rocking Carol – 1:25 – Canto tradizionale ceco
18. In quel mezzo inverno (In the bleak mid-winter) – 4:43 – (Christina Rossetti, Gustav Holst - Testo italiano di Claudio Baglioni)
19. Oh Little Town of Bethlehem – 2:03 – (Phillips Brooks, Lewes Redner)
20. Che bimbo è lui? (What Child Is This?) – 4:17 – (William Chatterton Dix – Testo italiano di Claudio Baglioni)
21. Coventry Carol – 1:47 – Tradizionale
22. The Christmas Song – 4:39 – (Mel Tormé, Bob Wells)
23. O Tannenbaum – 1:14 – (Ernst Gebhard Anschutz) - Tradizionale
24. Santa Clause is coming to town – 3:15 – (Haven Gillespie, Fred Coots)
25. We Wish You a Merry Christmas – 1:19 – Tradizionale
26. White Christmas – 3:43 – (Irving Berlin)

## Classifiche

### Classifiche settimanali
| Classifica (2011) | Posizione massima |
| ----------------- | ----------------- |
| Italia            | 8                 |